# Sven Johansson (landshövding)
Sven Johansson, född 25 december 1928 i Malmö, död 15 januari 2023 i Stockholm, var en svensk politiker (moderat). Johansson var sjukvårdsborgarråd i Stockholms stad 1966–1970. Mellan 1971 och 1978 var han landstingsråd för centrala planeringsfrågor i Stockholms läns landsting. Hans politiska karriär kröntes med posten som landshövding i Västerbotten åren 1978–1991.
Johansson var förbundsordförande för Sveriges konservativa studentförbund (nuvarande Fria moderata studentförbundet) 1952-1953 och förbundsordförande för Högerns ungdomsförbund (nuvarande Moderata ungdomsförbundet) 1957-1959. Johansson är än så länge den ende som har varit ordförande för såväl FMSF som MUF. Före ordförandeskapet i Sveriges konservativa studentförbund var Johansson 1950 ordförande för Konservativa studentföreningen i Lund. 
1994 utsågs Johansson till filosofie hedersdoktor vid Handelshögskolan vid Umeå universitet.